# Yang Ji-won
Yang Ji-won (hangul: 양지원; hanja: 楊知元; rr: Yang Ji-won; MR: Yang Chi-wŏn; nascida em 5 de abril de 1988), mais frequentemente creditada apenas como Jiwon (hangul: 지원), é uma cantora e atriz sul-coreana. Em meados de 2012, estreou como integrante do grupo feminino sul-coreano Spica.
Em outubro de 2017, Jiwon se tornou concorrente no programa de sobrevivência da KBS2, The Unit: Idol Rebooting Project. Jiwon também esteve envolvida na atuação, estrelando os filmes Death Bell (2008) e More Than Blue (2009), bem como os dramas What's Up (2011) e Entourage (2016).

## Biografia
Jiwon nasceu em 5 de abril de 1988 em Seul, Coreia do Sul. Frequentou a Universidade de Mulheres Dongguk, se graduando em meados de 2007 com especialização em música moderna.

## Carreira

### 2007–11: Five Girls, T-ara e atuações
Em meados de 2007, Jiwon se tornou integrante de um grupo chamado Five Girls, agenciado pela Good Entertainment. Sua formação também incluia outras quatro integrantes: Uee (After School), Yubin (Wonder Girls), Hyosung (Secret) e G.NA (solista). O grupo estrelou um reality show na MTV chamado Diary Of Five Girls, mostrando os preparativos do grupo para sua estreia oficial. Porém, o grupo não estreou devido aos problemas financeiros da gravadora, fazendo com que as integrantes se mudem para outras agências.
Pouco depois, Jiwon se mudou para a Core Contents Media (atual MBK Entertainment), onde treinou por aproximadamente anos antes de ser adicionada na formação do T-ara, enquanto o grupo ainda estava em seu período de treinamento para a estreia oficial. Ela mais tarde foi aceita nas audições da B2M Entertainment.
No verão de 2008, Jiwon apareceu no filme coreano Death Bell, interpretando a estudante Min Hye-young, que é morta por afogamento em um tanque de vidro fechado. No ano seguinte, ela apareceu no filme More Than Blue como um papel de apoio.
Em 10 de setembro de 2011, Jiwon apareceu como convidada especial no reality show We Got Married Season 3, exibido pela emissora MBC, ao lado de sua antiga colega de grupo Hahm Eun-jung, integrante do T-ara. Dias mais tarde, em 26 de setembro, ela realizou uma participação no videoclipe Yesterday, do cantor Kim Kyu-jong. Pouco meses depois, em 7 de dezembro, Jiwon apareceu no videoclipe do grupo BOYFRIEND, intitulado I'll Be There.

### 2012–presente: Estreia com Spica e atividades individuais
Em meados de 2012, Jiwon foi confirmada como integrante do grupo da B2M Entertainment, Spica. Realizou sua estreia em 10 de janeiro do mesmo ano com o lançamento single digital "Doggledy". No ano seguinte, Jiwon estrelou no reality show da TVN, The Romantic and Idol Season 2.
No dia 13 de janeiro de 2013, Jiwon lançou uma colaboração com a dupla de hip hop Baechigi, intitulada Shower of Tears. Por conta de suas promoções com o Spica, Jiwon não se juntou à dupla para as promoções do single em programas musicais. Em março de 2014, Jiwon lançou a canção If It Were Me como parte do drama coreano God's Gift 14 Days.
Em 6 de fevereiro de 2017, foi reportado que o Spica havia se separado, uma vez que Jiwon e suas colegas de grupo não renovaram seus contratos com a CJ E&M.
Meses depois, em 14 de setembro, Jiwon confirmou se tornar concorrente do novo programa de sobrevivência da KBS, The Unit: Idol Rebooting Project. Em fevereiro de 2018, Jiwon foi confirmada como uma das finalistas do grupo final formado através do programa.

## Filmografia

### Reality shows
| Ano  | Título                           | Emissora | Função      | Notas                                  |
| ---- | -------------------------------- | -------- | ----------- | -------------------------------------- |
| 2017 | The Unit: Idol Rebooting Project | KBS2     | Concorrente | Terminou como finalista em sexto lugar |

### Filmes
| Ano  | Título         | Papel                     | Notas          |
| ---- | -------------- | ------------------------- | -------------- |
| 2011 | Death Bell     | Min Hye-young (estudante) | Papel de apoio |
| 2012 | More Than Blue | Park Hyo-sung (criança)   | Papel de apoio |

### Dramas de televisão
| Ano  | Título                 | Emissora | Papel     | Notas                 |
| ---- | ---------------------- | -------- | --------- | --------------------- |
| 2011 | What's Up              | TVN      | ela mesma | Papel de apoio        |
| 2015 | Divorce Lawyer In Love | SBS      | Seohyun   | Participação especial |
| 2016 | Entourage              | MBC      | ela mesma | Participação especial |
| 2017 | Go Back Couple         | KBS2     | Jooyeon   | Papel de apoio        |

## Discografia
| Título                                                                                   | Ano         | Melhor posição nas paradas | Vendas (DL)       | Álbum                   |
| Título                                                                                   | Ano         | KOR                        | Vendas (DL)       | Álbum                   |
| Colaboração                                                                              | Colaboração | Colaboração                | Colaboração       | Colaboração             |
| ---------------------------------------------------------------------------------------- | ----------- | -------------------------- | ----------------- | ----------------------- |
| "Shower of Tears" (눈물샤워) featuring Ailee                                             | 2013        | 1                          | - KOR: 1,880,676+ | Album 4 Part 2          |
| Aparição em trilhas sonoras                                                              |             |                            |                   |                         |
| "If It's Me"                                                                             | 2013        | —                          | —                 | God's Gift: 14 Days OST |
| "—" indica lançamentos que não figuraram nas paradas ou não foram lançados nessa região. |             |                            |                   |                         |